# Pteroidichthys amboinensis

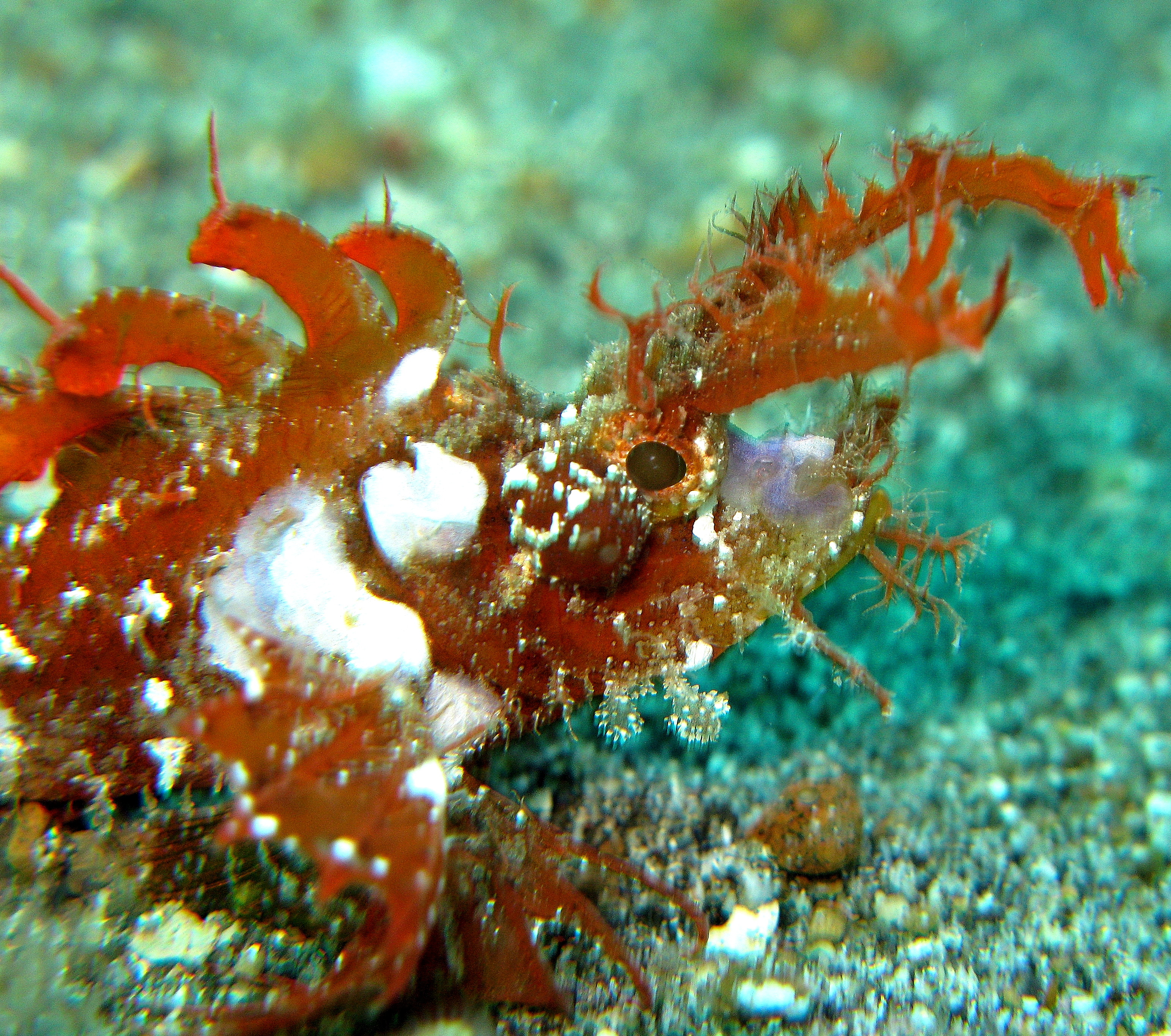
Detall del cap

Pteroidichthys amboinensis és una espècie de peix pertanyent a la família dels escorpènids.

## Descripció
- Fa 12 cm de llargària màxima.
- És de color variable per camuflar-se amb l'entorn: pot ésser de color vermell, marró o verd segons els tipus d'algues que es troben en el seu hàbitat.[1][2]

## Hàbitat
És un peix marí, demersal i de clima tropical.

## Distribució geogràfica
Es troba a Austràlia, la Xina, Fiji, l'Índia, Indonèsia, el Japó (incloent-hi les illes Ryukyu), la Micronèsia, Papua Nova Guinea, Taiwan i el Vietnam.

## Observacions
És inofensiu per als humans.